# Jared Emerson-Johnson
Jared Emerson-Johnson, né le 13 octobre 1981 à San Francisco, est un compositeur de musique de jeu vidéo américain.
Il a été nommé au BAFTA Games Award de la meilleure musique en 2013 pour The Walking Dead.